# Grand Marais
Grand Marais é uma cidade localizada no estado americano de Minnesota, no Condado de Cook.

## Demografia
Segundo o censo americano de 2000, a sua população era de 1353 habitantes.
Em 2006, foi estimada uma população de 1414, um aumento de 61 (4.5%).

## Geografia
De acordo com o United States Census Bureau tem uma área de
6,9 km², dos quais 6,9 km² cobertos por terra e 0,0 km² cobertos por água. Grand Marais localiza-se a aproximadamente 453 m acima do nível do mar.

## Localidades na vizinhança
O diagrama seguinte representa as localidades num raio de 100 km ao redor de Grand Marais.